# 스노우캣
《스노우캣》(SnowCat)은 대한민국의 디자이너 권윤주가 그린 웹툰의 제목이며, 작품의 주인공인 고양이 캐릭터를 가리키는 이름이다. 작가인 권윤주와 주인공의 정체성이 명확히 구분되어 사용되고 있지 않기 때문에 필명으로도 사용되고 있다.
처음에는 '쿨캣'이라는 이름이었으나 동명의 다른 고양이 캐릭터가 있음을 작가 본인이 인지하면서 '스노우캣'이라는 이름으로 바뀌었다.
정철연의《마린블루스》보다 빠른 대한민국 웹툰 1세대로 평가받고 있다. 캐릭터성을 살린 마린블루스와 달리 감성적인 이야기가 주를 이룬다.
초기에는 주인공 스노우캣이 혼자서 빈둥거리는 내용이 많았지만, 후기로 갈수록 여행기의 비중이 늘어났다.
김규항은 권윤주가 자신의 후배라면서, 주류사회의 룰과 미덕을 거부하는 작품세계가 탈정치적이면서도 매우 급진적이라고 평가했다.
2014년 4월 21일부터 카카오페이지에 '스노우캣'이라는 필명으로 매주 금요일 <옹동스>를 연재중이다.

## 단행본 목록
- 《Snowcat의 혼자놀기》, 대한민국, 열린책들, 2001년
- 《Snowcat - Playing alone》, 일본, Hutami, 2002년
- 《Snowcat diary 1》, 대한민국, 애니북스, 2003년
- 《Snowcat diary 2》, 대한민국, 호미, 2003년
- 《파리의 스노우캣》, 대한민국, 안그라픽스, 2004년
- 《To cats》, 대한민국, 바다출판사, 2005년
- 《Snowcat의 혼자 놀기》, 대한민국, 미메시스, 2005년
- 《Snowcat in Paris》, 중화민국, Locus Publishing, 2006년
- 《Toi, Mon Chat》, 프랑스, Zulma, 2006년
- 《To cats》, 중화민국, Locus Publishing, 2007년
- 《Snowcat in New York》, 대한민국, 열린책들, 2007년
- 《To cats》, 일본, NHK Publishing, 2007년
- 《지우개 BY SNOWCAT》,  대한민국, 열린책들, 2009년
- 《Snowcat의 혼자놀기(개정, 증보)》, 대한민국, 열린책들, 2009년
- 《Il mio gatto ha sempre ragione》, 이탈리아, Sperling & Kupfer, 2011년
- 《To Cats: 고양이에게 by Snowcat》, 대한민국, 모요사, 2011년
- 《고양이가 왔다: New York Story by Snowcat》, 대한민국, 모요사, 2011년
- 《To Cats/고양이가 왔다(세트)》, 대한민국, 모요사, 2011년
- 《옹동스 1: 나는 행복한 고양이 집사》, 대한민국, 위즈덤하우스, 2015년
- 《스노우캣 박스 세트 - 전4권》, 대한민국, 미메시스, 2015년

## 일러스트 참여
- 《내 아이를 위한 웃지마! 나 영어책이야》, 문덕, 대한민국, 두앤비컨텐츠, 2006년
- 《웃지마 나 영어책이야 2》, 문덕, 대한민국, 두앤비컨텐츠, 2006년
- 《꼬물꼬물 과학 이야기》, 손영운, 대한민국, 뜨인돌어린이, 2005년
- 《꼬물꼬물 역사 이야기》, 신정현, 대한민국, 뜨인돌어린이, 2005년
- 《영어로 연애하기》, 박수진, 대한민국, 시공사, 2011년
- 《MR. 퐁 과학에 빠지다》, 송은영, 대한민국, 한울림, 1999년

## 같이 보기
- 《마린블루스》